# La Chatte (roman)
 (janvier 2022).
Si vous disposez d'ouvrages ou d'articles de référence ou si vous connaissez des sites web de qualité traitant du thème abordé ici, merci de compléter l'article en donnant les références utiles à sa vérifiabilité et en les liant à la section « Notes et références ».
Pour les articles homonymes, voir La Chatte.
La Chatte est un court roman écrit par Colette, paru en feuilleton du 12 avril au 7 juin 1933 dans Marianne, journal politique et littéraire lancé par l'éditeur Gaston Gallimard en 1932, puis publié chez Grasset dans la collection Pour mon plaisir dès le 12 juin 1933.

## Résumé
Le roman relate la passion d'un jeune homme, Alain, pour son animal de compagnie, Saha, une fascinante chatte de la race des Chartreux. 
Jeune marié, il reste impénétrable aux yeux de sa femme, Camille, qui se prend de jalousie pour la chatte, la favorite insurpassable. Dès lors, pour l'amoureuse délaissée, aucun procédé ne sera trop brutal pour écarter l'animal de son chemin. Alain semble indifférent au charme de Camille et reste fidèle à sa chatte.